# Kazimierz Michał Skibiński
Kazimierz Michał Skibiński (ur. 6 marca 1786 w Wilnie, zm. 1 marca 1858 w Kamieńcu Podolskim) – polski aktor, śpiewak, reżyser, dyrektor teatru.
Mąż śpiewaczki Wilhelminy Skibińskiej, ojciec inżyniera Karola Skibińskiego, autor „Pamiętnika aktora”, wydanego pośmiertnie w Warszawie w roku 1912.
Rozpoczął naukę w szkole w roku 1796.
Prowadził korespondencję z Ignacym Chodźką. Zaczął spisywać wspomnienia po przybyciu do Winnicy w roku 1853. Fragment wspomnień ukazał się za życia autora w „Gazecie Warszawskiej”.
W roku 1802 zapisał się do szkoły aktorskiej Antoniego Michała Bończy-Tomaszewskiego. Występował w teatrze wileńskim oraz w wielu miastach Wileńszczyzny. W roku 1805 rozpoczął występy w grupie teatralnej kierowanej przez Macieja Każyńskiego początkowo w Mińsku Litewskim, a następnie (od 12 XI 1805) w Wilnie. Z zespołem tym występował także w Witebsku, Biesienkiewiczach, Chotowie, Połocku, Oświeju, Rydze i Mitawie. W roku 1806 występował w Petersburgu. W repertuarze były m.in. sztuki polskie: ”Wesele Krakowskie” oraz „Górale i krakowiacy”. Na tym przedstawieniu był obecny Wielki Książę Konstanty. Po sukcesach w Petersburgu enterprener Każyński zdecydował się przejąć teatr wileński.
W maju 1810, gdy Każyński popadł w niewypłacalność jego aktorzy, a wśród nich Skibiński grali na własny rachunek w Wilnie. W jesieni 1810 Skibiński przeszedł do zespołu wileńskiego pod dyrekcją Marianny Morawskiej i z nią odwiedził latem 1811 Rygę, Mitawę, Lipawę.  W sezonie 1811/12 (od grudnia 1811) występował w dalszym ciągu w Wilnie, ale powrócił do zespołu M. Każyńskiego. 
W lecie 1812, przyjechał do Warszawy i 5 XI 1812 debiutował w Teatrze Narodowym w roli Antoniego ("Wesele Figara"). Grał tu do końca lipca 1813. W roku 1813 podczas odwrotu Napoleona spod Moskwy, Skibiński został przyjęty do wojska, jednak w walkach nie uczestniczył. Po zajęciu Warszawy przez Rosjan w lipcu 1813 wyjechał do Wilna, by odwiedzić chorą matkę. W Wilnie zatrzymany przez władze rosyjskie grał w tamtejszym teatrze prowadzonym nadal przez Każyńskiego. Pozostał tam do 1820. W maju 1815 gościł przybyłego z Warszawy Wojciecha Bogusławskiego. Za jego namową grupa aktorów wileńskich ze Skibińskim jako reżyserem, w sierpniu tego roku, zawiązała spółkę i przejęła teatr od M. Każyńskiego.
5 listopada 1815 poślubił aktorkę Józefę z domu Piotrowską, primo voto Kamińską. W lecie 1818 nastąpiło rozwiązanie spółki i część aktorów utworzyła zespół, który jeszcze grał w Zelwie, Świsłoczy i Grodnie. Od 1 X 1818 Skibiński występował gościnnie w teatrze warszawskim, m.in. jako Sozja (Amfitrion). Następnie powrócił do Wilna
W roku 1820 wyruszył z żoną do Warszawy, Krakowa i Lwowa. W Krakowie kierował zespołem teatralnym, z którym w roku 1822 występował w Kaliszu i Poznaniu, w roku 1823 w Kielcach, Radomiu i Płocku. W Krakowie kupił dom przy ulicy Szewskiej 8, lecz wkrótce utracił go wskutek zadłużenia. W roku 1826 wystąpił we Wrocławiu. Po występach w wielu miastach polskich w roku 1829 powrócił do Wilna. Z zespołem wieńskim występował też m.in. w Grodnie i Białymstoku (1830); sam odwiedzał Kraków (1831) i Busko (1832). Jesienią 1832, gdy nie chciał grać pod dyrekcją  rosyjskiego dyrektora teatru wileńskiego pułkownika Skobielcyna, został do tego zmuszony groźbą uwięzienia. W lecie 1833 wyjechał do wsi Korzyść pod Wilnem i tam prowadził gospodarstwo rolne. W październiku 1833 wyjechał do Mińska i występował tam do lutego 1834 pod dyrekcją A. Żukowskiego. 
W roku 12 marca 1834 zmarła jego żona Józefa, urodzona 5 listopada 1794, poślubiona w roku 1815. Po jej śmierci zlikwidował gospodarstwo rolne i przeniósł się do Mińska Litewskiego, gdzie zaczął kierować teatrem. 30 maja 1835 budynek teatru spłonął. Skibiński stracił cały majątek i przeniósł się do Wilna. 22 października 1839 poślubił aktorkę Wilhelminę Brodowiczową. W roku 1842 wyjechał z żoną do Moskwy. W roku 1844 znów powrócił do Wilna. Przez Kijów przybył w roku 1853 do Winnicy, gdzie zajął się spisywaniem pamiętnika, potem do Kamieńca Podolskiego. Tam zmarł na grypę w roku 1858.
W opinii współczesnych był wybitnym aktorem komicznym.